# Judith Krantz
Judith Krantz, född Tarcher den 9 januari 1928 i New York, död 22 juni 2019 i Los Angeles, var en amerikansk författare.
Hon växte upp i New York och studerade vid Wellesley College i Boston. Under en tid arbetade hon för tidskriften Good Housekeeping innan hon gifte sig, fick barn och började arbeta deltid hemifrån som frilansskribent. Hon romandebuterade 1978 med Scruples. Senare skrev hon bland annat Princess Daisy (1980) och Mistrals dotter (1984). För Princess Daisy fick hon ett rekordhögt honorar, fem miljoner dollar. Hon var gift med TV-producenten Steve Krantz (1923–2007) som producerat flera miniserier baserade på hennes böcker. Hon skrev även originalmanus till en miniserie, Secrets (1992).